# 赫克托·海韦尔
赫克托·亚历山大·海韦尔·塞拉诺（荷蘭語：Hector Alexander Hevel Serrano，1996年5月15日—）是出生于一名荷兰的马来西亚足球运动员，场上司职中场，现效力于葡萄牙足球甲级联赛球队波爾蒂芒人。马来西亚国家足球队成员。

## 国家队生涯
2025年3月，由于符合血统资格，赫克托·海韦尔被征召入马来西亚国家足球队。他的俱乐部波爾蒂芒人在社交媒体上发表声明，表示他将加入马来西亚队，参加即将举行的一系列国际赛事。
2025年3月19日，赫克托·海韦尔正式加入位于柔佛州的国家队训练营，同行的还有另一位传统球员加布里埃尔·费利佩·阿罗查。马来西亚足球协会确认将加入球队，为亚足联亚洲杯预选赛第三轮做准备。
2025年3月25日，赫克托·海韦尔在国际比赛上为马来西亚首次亮相，参赛的是2027年亚足联亚洲杯预选赛，对手是尼泊尔，比赛在蘇丹依布拉欣體育場举行。他作为中场的球员首发登场，并在第29分钟攻入一球，这是一记被折射的长距离射门，为马来西亚队在半场取得了1-0的领先。

## 荣誉

### AEK拉纳卡
- 塞浦路斯杯冠军：2017–18
- 塞浦路斯超级杯冠军：2018